# Средне Гамелне
Сподне Гемелне (на словенски: Srednje Gameljne) е село в Словения, регион Средна Словения, община Любляна. Според Националната статистическа служба на Република Словения през 2015 г. селото има 707 жители.